# Rue de Corton
La rue de Corton est une ancienne voie des entrepôts de Bercy, dans le  12e arrondissement de Paris, en France.

## Origine du nom
Le nom de cette rue fait référence au corton, un grand cru bourguignon de la côte de Beaune produit autour d'Aloxe-Corton dans le département de la Côte-d'Or.

## Situation
Cette voie des entrepôts de Bercy débutait rue de Romanée et se terminait rue de Sauterne.

## Historique
Cette rue a été ouverte en 1878.
Elle disparaît vers 1993 lors de la démolition des entrepôts de Bercy dans le cadre de l'aménagement de la ZAC de Bercy.
Son emplacement est désormais occupé par l'AccorHotels Arena.